# Chera (Valencia)
Chera (valencianisch: Xera) ist eine spanische Gemeinde (Municipio) mit 491 Einwohnern (Stand: 2024) in der Valencianischen Gemeinschaft, in der Comarca La Plana de Utiel–Requena. 

## Lage
Chera liegt etwa 100 Kilometer westnordwestlich von Valencia in einer Höhe von ca. 640 m. Der Río Reatillo wird hier zur Embalse de Buseo aufgestaut. Ein Großteil der Gemeinde liegt im Parque Natural de Chera-Sot de Chera.

## Geschichte
| Jahr      | 1900 | 1930  | 1950  | 1960 | 1970 | 1981 | 1991 | 2001 | 2011 | 2021 |
| --------- | ---- | ----- | ----- | ---- | ---- | ---- | ---- | ---- | ---- | ---- |
| Einwohner | 981  | 1.019 | 1.150 | 941  | 806  | 633  | 623  | 548  | 599  | 490  |

## Kultur und Sehenswürdigkeiten

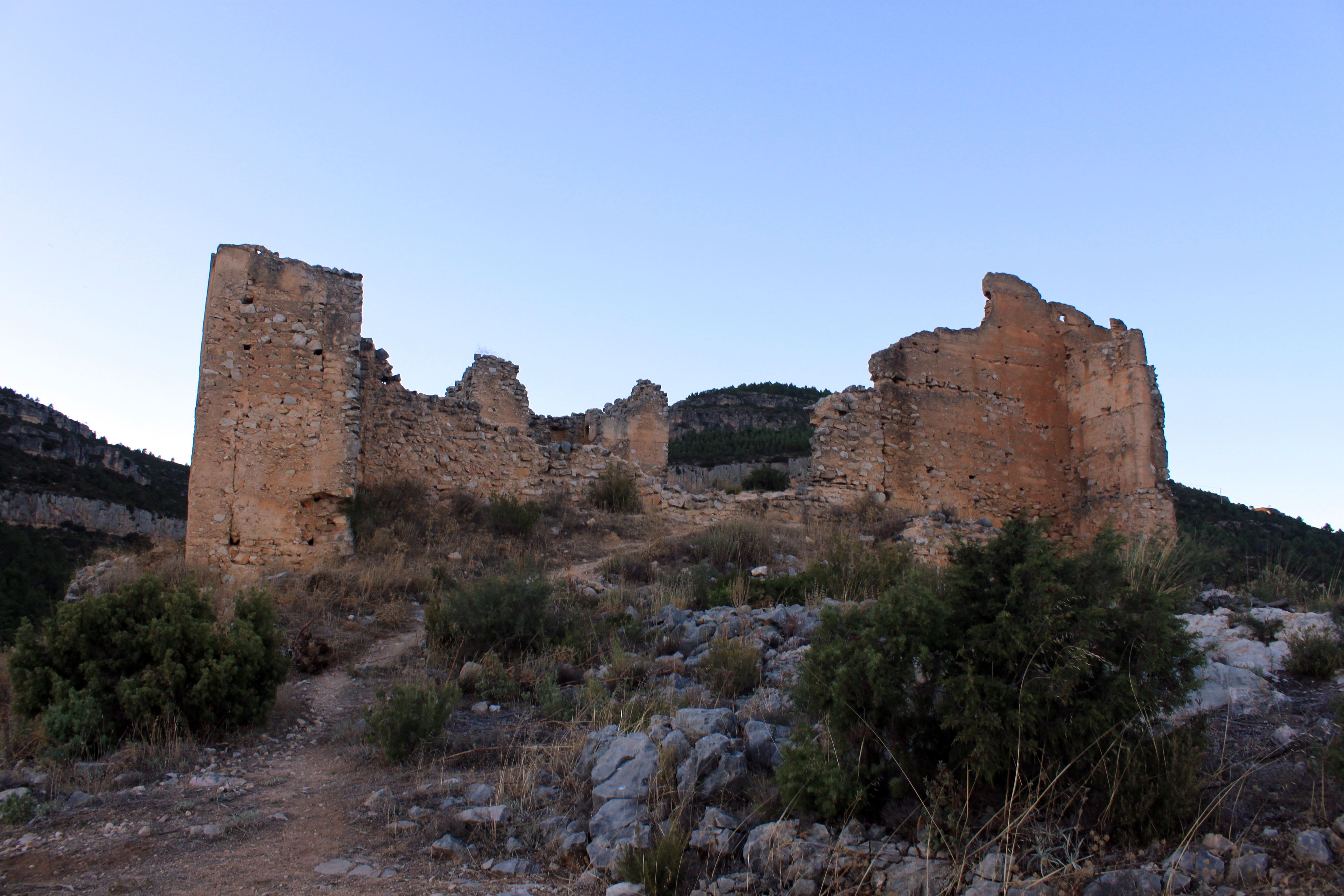
Burganlage von Chera
- Kirche Mariä Engeln (Iglesia de Nuestra Señora de los Ángeles)
- Kapelle von Chera von 1687

- Burganlage von Chera